# クリス・ハイジー
クリス・J・ハイジー（Chris J. Heisey , 1984年12月14日 - ）は、 アメリカ合衆国・ペンシルベニア州マウントジョイ出身の元プロ野球選手（外野手）。右投右打。

## 経歴

### プロ入りとレッズ時代
2006年のMLBドラフト17巡目（全体504位）でシンシナティ・レッズから指名され、6月8日に契約。この年は傘下のパイオニアリーグのルーキー級ビリングス・マスタングスで70試合に出場し、打率.286・6本塁打・37打点・11盗塁だった。
2007年はA級デイトン・ドラゴンズで104試合に出場し、打率.289・9本塁打・46打点・19盗塁だった。8月にA+級サラソタ・レッズへ昇格し、12試合に出場した。
2008年はA+級サラソタで117試合に出場し、打率.287・7本塁打・51打点・27盗塁だった。8月にAA級チャタヌーガ・ルックアウツへ昇格。AA級チャタヌーガでは19試合に出場した。
2009年はAA級カロライナ・マッドキャッツで71試合に出場。打率.347・13本塁打・40打点・13盗塁と結果を残し、6月27日にAAA級ルイビル・バッツへ昇格。AAA級ルイビルでは63試合に出場し、打率.278・9本塁打・37打点・8盗塁だった。オフにはレッズの最優秀マイナー選手に選ばれ、11月20日にレッズとメジャー契約を結び、40人枠入りを果たした。
2010年3月22日にAAA級ルイビルへ配属され、開幕を迎えた。4月30日にメジャー初昇格し、5月3日のニューヨーク・メッツ戦でメジャーデビュー。7番・右翼として先発起用され、5打数無安打1三振に終わった。その後は代打や守備固めとして出場していたが、8月7日に左ふくらはぎを痛め、15日間の故障者リスト入りした。9月1日に復帰。この年は97試合に出場し、打率.254・8本塁打・21打点・1盗塁、で、代打本塁打4本はリーグ1位だった。
2011年6月22日のインターリーグのニューヨーク・ヤンキース戦で、レッズの1番打者としてはピート・ローズ、ジェイ・ブルースに次ぐ史上3人目の1試合3本塁打を達成した。最終的には120試合に出場し、打率.254（2年連続）・18本塁打・50打点の成績を記録。本塁打を量産し、パワーを発揮した。
2012年は2年連続で120試合に出場。前年に量産した本塁打は7本にまで減少したが、二塁打・三塁打を大幅に増やし、パワーは健在だった。
2013年1月31日にレッズと132万5000ドルの1年契約に合意。前年まで2年連続で120試合に出場していたが、この年は87試合にまで減少した。シーズンでは打率.237・9本塁打・23打点・3盗塁という成績をマーク、打率に関してはメジャーデビュー以来最も低い数値となってしまった。
2014年1月16日にレッズと176万ドルの1年契約に合意。この年は119試合に出場したが、打率は自己最低の.222・8本塁打・22打点・9盗塁を記録した。

### ドジャース時代
2014年12月2日にマット・マギルとのトレードで、ロサンゼルス・ドジャースへ移籍した。
2015年7月30日にDFAとなり、8月7日に自由契約となった。

### ドジャース退団後
2015年8月13日にトロント・ブルージェイズとマイナー契約を結び、傘下のAAA級バッファロー・バイソンズに配属された。8月31日に金銭トレードで、ドジャースに復帰した。9月6日にメジャー契約を結んで昇格した。11月6日にFAとなった。

### ナショナルズ時代
2015年12月2日にワシントン・ナショナルズとマイナー契約を結んだ。
2016年4月1日にメジャー契約を結んで開幕25人枠入りした。延長16回までもつれるロングゲームとなった4月24日のミネソタ・ツインズ戦では決着をつけるサヨナラ本塁打を放った。同年は83試合に出場し、打率.216と低打率ながら9本塁打を放って17打点を挙げた。守備では、レフト25試合・ライト16試合・センター3試合で守り、全て無失策でDRSは、それぞれ - 2・1・0、UZRは、それぞれ0・ - 0.5・ - 0.1だった。11月3日にFAとなったが、11月19日に1年140万ドルで契約を結んだ。
2017年7月30日に自由契約となった。

### ナショナルズ退団後
しばらくFAのままになっていたが、2019年オフのプエルトリカン・ウインターリーグのインディオス・デ・マヤグエスに参加。10試合に出場して打率.200、1本塁打、4打点を記録して現役引退した。

## 詳細情報

### 年度別打撃成績
| 年 度     | 球 団     | 試 合 | 打 席 | 打 数 | 得 点 | 安 打 | 二 塁 打 | 三 塁 打 | 本 塁 打 | 塁 打 | 打 点 | 盗 塁 | 盗 塁 死 | 犠 打 | 犠 飛 | 四 球 | 敬 遠 | 死 球 | 三 振 | 併 殺 打 | 打 率 | 出 塁 率 | 長 打 率 | O P S |
| --------- | --------- | ----- | ----- | ----- | ----- | ----- | -------- | -------- | -------- | ----- | ----- | ----- | -------- | ----- | ----- | ----- | ----- | ----- | ----- | -------- | ----- | -------- | -------- | ----- |
| 2010      | CIN       | 97    | 226   | 201   | 33    | 51    | 10       | 1        | 8        | 87    | 21    | 1     | 2        | 1     | 2     | 16    | 1     | 6     | 57    | 3        | .254  | .324     | .433     | .757  |
| 2011      | CIN       | 120   | 308   | 279   | 44    | 71    | 9        | 1        | 18       | 136   | 50    | 6     | 1        | 1     | 4     | 19    | 3     | 5     | 78    | 1        | .254  | .309     | .487     | .797  |
| 2012      | CIN       | 120   | 375   | 347   | 44    | 92    | 16       | 5        | 7        | 139   | 31    | 6     | 3        | 3     | 0     | 18    | 0     | 7     | 81    | 8        | .265  | .315     | .401     | .715  |
| 2013      | CIN       | 87    | 244   | 224   | 29    | 53    | 11       | 1        | 9        | 93    | 23    | 3     | 0        | 4     | 2     | 9     | 0     | 5     | 51    | 4        | .237  | .279     | .415     | .694  |
| 2014      | CIN       | 119   | 299   | 275   | 34    | 61    | 15       | 2        | 8        | 104   | 22    | 9     | 2        | 5     | 2     | 15    | 0     | 2     | 64    | 3        | .222  | .265     | .378     | .643  |
| 2015      | LAD       | 33    | 72    | 55    | 8     | 10    | 2        | 0        | 2        | 18    | 9     | 0     | 1        | 0     | 2     | 15    | 2     | 0     | 17    | 1        | .182  | .347     | .327     | .674  |
| 2016      | WSH       | 83    | 155   | 139   | 18    | 30    | 3        | 1        | 9        | 62    | 17    | 0     | 1        | 0     | 1     | 13    | 0     | 2     | 44    | 0        | .216  | .290     | .446     | .736  |
| 2017      | WSH       | 38    | 79    | 74    | 8     | 12    | 3        | 1        | 1        | 20    | 5     | 0     | 0        | 0     | 0     | 5     | 0     | 0     | 22    | 1        | .162  | .215     | .270     | .486  |
| 通算：8年 | 通算：8年 | 697   | 1758  | 1594  | 218   | 380   | 69       | 12       | 62       | 659   | 178   | 25    | 10       | 14    | 13    | 110   | 6     | 27    | 414   | 21       | .238  | .296     | .413     | .710  |

### 背番号
- 28 (2010年 - 2015年)
- 14 (2016年 - 2017年)